# Carlos Escobar
Carlos Andrés Escobar Casarin (Temuco, 13 de setembro de 1990) é um futebolista chileno que joga como lateral-direito no Unión Temuco.

## Carreira
Com 16 anos ele mudou de Temuco para Santiago, para jogar na base da Universidad de Chile, antes jogou e foi capitão do Liceo Camilo Henríquez de Temuco, equipe de qual disputou o Mundial Escolar Juvenil de 2007 na capital do Chile.
Escobar estreou em 2009, contra o Palestino, sendo campeão do Torneo Apertura. Foi emprestado ao San Luis de Quillota em 2010. Voltou para a Universidad de Chile em 2011, sendo novamente campeão do Torneo Apertura, usando a camisa de número 12.
Em 2012, voltou a sua cidade natal, foi emprestado ao Unión Temuco.

## Títulos
Universidad de Chile
- Campeonato Chileno (Torneo Apertura): 2009 e 2011